# Bonnie and Clyde (album)
Pour les articles homonymes, voir Bonnie and Clyde.
Albums de Serge Gainsbourg
Anna
(1967) Initials B.B.
(1968)
Bonnie and Clyde est le septième album de Serge Gainsbourg. Brigitte Bardot chante seule sur certains titres et en duo avec Serge Gainsbourg sur la chanson titre de l’album. C’est d’ailleurs le seul inédit du disque, les autres titres étant des reprises issues des répertoires respectifs des deux artistes.
La chanson Baudelaire, déjà présente sur l’album Serge Gainsbourg n°4 (1962), est l'adaptation du poème Le Serpent qui danse, présent dans le recueil Les Fleurs du mal.

## Titres
| No  | Titre                                                | Auteur                 | Autres parutions                                                             | Durée |
| --- | ---------------------------------------------------- | ---------------------- | ---------------------------------------------------------------------------- | ----- |
| 1.  | Bonnie and Clyde (en duo avec Brigitte Bardot)       | Gainsbourg             | inédit, Initials BB (album, 1968)                                            | 4:19  |
| 2.  | Bubble Gum (chanté par Brigitte Bardot)              | Gainsbourg             | Bubble Gum (45 tour, 1965)                                                   | 1:48  |
| 3.  | Comic Strip                                          | Gainsbourg             | Comic Strip (45 tours, 1967) et Initials BB (album, 1968)                    | 2:14  |
| 4.  | Un jour comme un autre (chanté par Brigitte Bardot)  | Bourgeois, Rivière     | B.B. (33 T, 1964)                                                            | 2:23  |
| 5.  | Pauvre Lola                                          | Gainsbourg             | Gainsbourg Percussions (album, 1964)                                         | 2:24  |
| 6.  | L'eau à la bouche                                    | Gainsbourg, Goraguer   | L'Eau à la bouche (Bande originale du film homonyme, 1960)                   | 2:33  |
| 7.  | La Javanaise                                         | Gainsbourg             | Vilaine fille, mauvais garçon/La Javanaise (Super 45 T, 1963)                | 2:31  |
| 8.  | La Madrague (chanté par Brigitte Bardot)             | Bourgeois, Rivière     | Brigitte Bardot (33 T, 1963)                                                 | 2:36  |
| 9.  | Intoxicated Man                                      | Gainsbourg             | N°4 (album, 1962)                                                            | 2:40  |
| 10. | Everybody Loves My Baby (chanté par Brigitte Bardot) | Palmer, Williams       | Brigitte Bardot (33 T, 1963)                                                 | 2:14  |
| 11. | Baudelaire                                           | Baudelaire/ Gainsbourg | N°4 (album, 1962)                                                            | 2:30  |
| 12. | Docteur Jekyll and Mister Hyde                       | Gainsbourg             | Qui est « in » qui est « out » (45 tours, 1966) et Initials BB (album, 1968) | 1:59  |